# Namur (huyện)
The Huyện Namur (tiếng Pháp: Arrondissement de Namur; tiếng Hà Lan: Arrondissement Namen) là một trong ba huyện hành chính ở tỉnh Namur, Bỉ. Huyện này vừa là huyện hành chính và huyện tư pháp. Lãnh thổ của huyện tư pháp Namur trùng với lãnh thổ của huyện hành chính Namur.

## Các đô thị
Huyện hành chính Namur bao gồm các đô thị sau:
| - Andenne - Assesse - Eghezée - Fernelmont - Floreffe - Fosses-la-Ville - Gembloux - Gesves | - Jemeppe-sur-Sambre - La Bruyère - Mettet - Namur - Ohey - Profondeville - Sambreville - Sombreffe |